# Asfaltstork
Asfaltstork (Ciconia maltha) är en förhistorisk utdöd fågel i familjen stork inom ordningen storkfåglar som tidigare förekom i Amerika. 

## Upptäckt och förekomst
Fågeln beskrevs 1910 utifrån subfossila lämningar funna i asfaltsjön La Brea utanför Los Angeles i USA, därav namnet. Den har dock efteråt funnits i Idaho, Oregon och Florida i USA, men också på Kuba och i Bolivia. Fågeln levde mellan 3,5 miljoner och 12 000 år sedan.

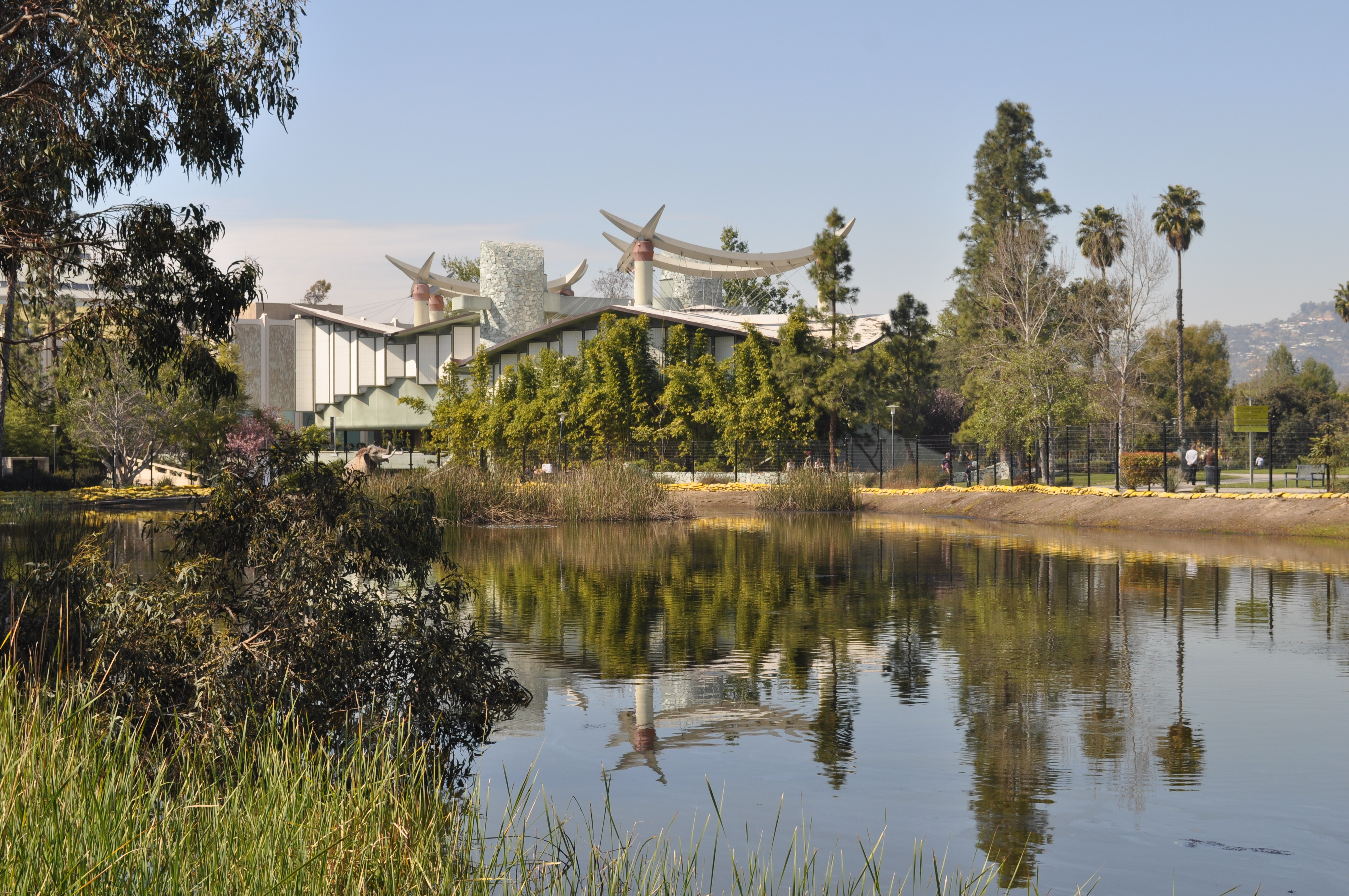
I La Brea Tar Pits i Los Angeles har lämningar efter ett stort antal djur från slutet av pleistocen och början av holocen funnits, däribland asfaltstorken.

## Utseende och levnadssätt
Asfaltstorken var en mycket stor fågel, över 1,5 meter hög och tre meter i vingbredd. Med tanke på de i övrigt morfologiska likheterna med levande arter av Ciconia samt jabirustorken (Jabiru mycteria) är det troligt att asfaltstorken hade ett likartat levnadssätt.